# 布尔蒙
布尔蒙（法語：Bourmont，法語發音：[buʁmɔ̃]）是法国上马恩省的一个旧市镇，属于肖蒙区。2016年6月1日，布尔蒙与市镇尼容合并为新市镇默兹河和穆宗河间布尔蒙，布尔蒙为新市镇行政中心。

## 地理
布尔蒙（48°11'37"N, 5°35'21"E）面积16.07 平方千米，位于法国大東部大區上马恩省，该省份为法国东北部内陆省份，北起马恩省和默兹省，西接奥布省，西南接科多尔省，东南接上索恩省，东临孚日省。
与布尔蒙接壤的市镇（或旧市镇、城区）包括：龚古尔、格拉菲尼舍曼、伊卢、尼容、圣蒂耶博、索姆雷库尔、沃德勒库尔、圣玛丽堡、默兹河畔布兰维尔。
布尔蒙的时区为UTC+01:00、UTC+02:00（夏令时）。

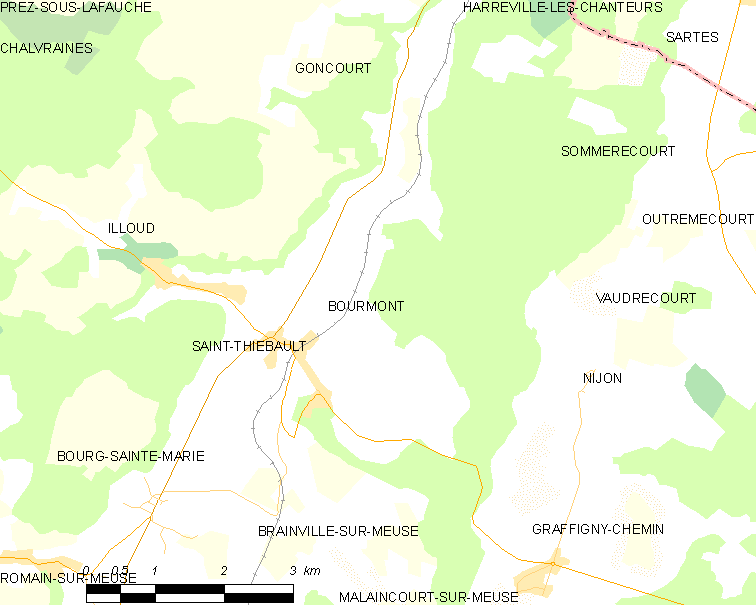
布尔蒙的OSM定位图

## 行政
布尔蒙的邮政编码为52150，INSEE市镇编码为52064。

## 政治
布尔蒙所属的省级选区为普瓦松县。

## 人口

1962-2008年间布尔蒙人口变化图示

布尔蒙于2018年1月1日时的人口数量为332人。